# José Bento Pessoa
José Bento Pessoa (Figueira da Foz, 7 de marzo de 1874-Lisboa, 7 de julio de 1954) fue un ciclista portugués.

## Biografía
José Bento Pessoa poseedor del récord mundial de los 500 metros en 1897, ganó el primer Campeonato de España de Ciclismo en Ruta. José también fue socio fundador del Ginásio Club Figueirense. El nombre oficial del Estádio Municipal José Bento Pessoa, fue dado en su homenaje. De 1892 a 1905, con un interregno de 1902 a 1905 corrió en España, Francia (París) Bélgica (Gante), Suiza (Ginebra), Italia (Turín) Alemania (Berlín) y Brasil (Pará). En España disputó pruebas en Vigo, La Coruña, Sevilla, Bilbao, Salamanca, Ávila y Madrid. En la capital de España estuvo continuamente ocho meses y en París dos años. En mayo de 1897, en la inauguración del velódromo de Chamartín, Madrid, ganó la prueba internacional y batió el récord mundial de los 500 metros, que pertenecía al francés Edmond Jacquelin, bajando el tiempo de 34,6 a 33,2 segundos. En España, se convierte en un ídolo, pues en 68 carreras, las vence todas. El 10 de abril de 1898, en el Velódromo de Ginebra, en Suiza, ante 20.000 personas, gana al invencible campeón suizo Théodore Champion. Vencería otras carreras en París, Berlín y quizás el punto más alto de su carrera, el Gran Premio Zimmermann en 8 de mayo de 1898, creado en honor de Arthur Augustus Zimmerman, ganando al campeón del mundo Willy Arend. (...) Conquistó gran número de medallas y objetos de arte, y entre los premios pecuniarios que obtuvo cuenta lo que ganó en Pará, - 10.000 escudos fuertes. (...) Cuando las noticias de las victorias llegaban a su tierra, el entusiasmo de los figueirenses se expandía en manifestaciones ruidosas y festivas: salían las filarmónicas, la fachada del Teatro Príncipe iluminaba, había marchas, au flambeaux - una locura. Y cuando el campeón venía a descansar - media Figueira iba festejándolo. Llegó de la estación del ferrocarril a casa, a los hombros de los más entusiastas. Esto sucedió, por ejemplo, cuando, luego de la derrota de José Bento, en las fiestas del San Juan de 1901, regresó de Oporto, donde había vencido dos veces a José Dionisio en el Velódromo Maria Amélia. (...) El 1 de septiembre de 1901, los clubes ciclistas del país prestaron un homenaje al gran campeón. Para le ser entregado un mensaje y una tostada, se organizó la carrera de relevos ciclista "Lisboa-Figueira". José Bento Pessoa fue no sólo un campeón mundial, el mayor ciclista de velocidad de su tiempo, sino también un entrenador competente.

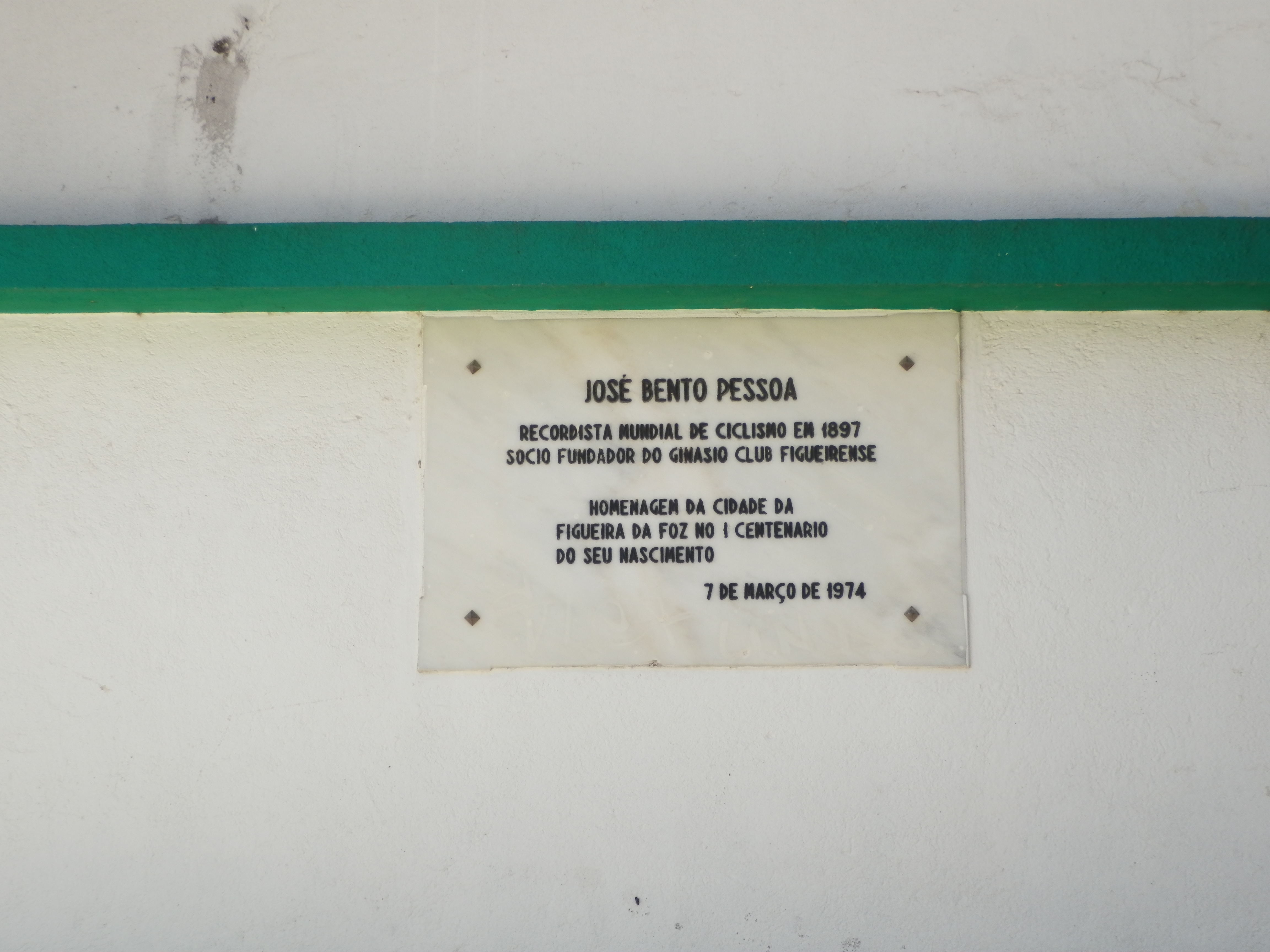
Placa en homenaje a Bento Pessoa